# مانويل غوميز مورا
مانويل غوميز مورا (بالإسبانية: Manuel Gómez Mora)‏ هو لاعب كرة قدم مكسيكي، ولد في 16 أغسطس 1990. لعب مع نادي سيلايا.